# Piper colotlipanense
Piper colotlipanense är en pepparväxtart som beskrevs av A.J. Bornstein. Piper colotlipanense ingår i släktet Piper och familjen pepparväxter. Inga underarter finns listade i Catalogue of Life.